# Sigurd Ribbung
Sigurd Ribbung  (vieux-norrois: Sigurðr ribbungr) (né  1203, † 1226)   prétendant au trône  de 1217 à 1226 comme « roi des Ribbunger » sous le règne du roi Håkon IV de Norvège.

## Origine
Sigurd Erlingsson était le second  d’Erling Steinvegg le 2e roi des Bagler mort en 1207, lui-même fils illégitime réel ou supposé du roi Magnus V de Norvège.
Une fraction des Bagler n’avait  accepté qu’a regret l’accord entre les rois Inge II Bårdsson et Philippe Simonsson. Après leurs morts quasi simultanées, une nouvelle troupe d’opposants nommés les « Slitungs » se déclare avec à sa tête un prétendant nommé Bene ou Benedikt  qui revendique lui aussi être un fils illégitime de Magnus Erlingsson. Bene était sans doute un usurpateur et son mouvement est rapidement dispersé en 1218 et lui mis à mort comme un simple hors la loi en 1222.

## Le Prétendant
L’échec de Benedikt ne décourage pas les Bagler irréductibles qui adoptent désormais le nom de « Ribbunger » (en  français: Ribauds) et qui avaient cette fois désigné comme roi dès 1217 Sigurd Erlingsson un jeune homme de 15 ans qui était le fils de Erling Steinvegg second roi des Bagler.
Sigurd Erlingsson qui sera désormais connu sous le nom de « Sigurd Ribbung » soulève l’est de la Norvège. Après quelques années de rébellions, Sigurd  accepte de se soumettre à Skúli Bárdarson qui gouvernait avec le titre de Jarl une partie du pays conjointement avec les partisans du jeune  Håkon Håkon Håkonsson. C’est comme  prisonnier que Sigurd « Ribbung » accompagne  Skúli Bárdarson  à l’assemblée de Bergen de 1223 où les arguments des divers candidats au trône sont examinés. La candidature de Sigurd Ribbung est écartée et Håkon IV de Norvège est confirmé comme roi de Norvège Skúli Bárdarson, qui était aussi un des candidats au trône obtient la partie nord du royaume comprenant le Trøndelag.
Peu après, Sigurd Ribbung  échappe sans doute avec sa complicité à la garde de Skúli Bárdarson à Nidaros et se réfugie dans  l’Oslofjord, où il réactive la rébellion. Le roi Håkon IV de Norvège se contente de contenir Sigurd Ribbung  dans cette région jusqu’à la mort naturelle du prétendant en 1226.
Après la mort de Sigurd Ribbung, ses partisans les Ribbunger choisissent comme candidat au trône le fils de Håkon Galin, Knut Håkonsson, un autre des candidats malheureux au trône de l’assemblée de Bergen de 1223. Le roi Håkon IV de Norvège négocie rapidement avec lui et dès 1227 Knut fait sa soumission qui entraîne la fin du parti des  « Ribbunger »